# フランス・エーミル・シランペー
フランス・エーミル・シランペー（Frans Eemil Sillanpää、1888年9月16日 – 1964年6月3日）は、フィンランドの作家で1939年のノーベル文学賞の受賞者である。日本語表記にはフランス・エーミル・シッランパーもある。

## 経歴
フィンランド南西部のハメーンキュロに生まれた。貧しい家であったが、タンペレで学び後にヘルシンキで薬学を学んだ。ヘルシンキではエーロ・ヤルネフェルト、ジャン・シベリウス、ユハニ・アホ、ペッカ・ハロネンらと交流した。
1913年に故郷に戻り著作に専念した。1919年の小説『聖貧』が出世作となり、1931年の『若くして逝きし者』で世界的な評価を得た。1939年に「祖国の農民階層に対する深い理解と彼らの生き方と、自然との関係を描いた高い技術に対して」("for his deep understanding of his country's peasantry and the exquisite art with which he has portrayed their way of life and their relationship with Nature."）ノーベル文学賞が贈られた。

## 作品一覧
- Elämä ja aurinko,『人生と太陽』(1916年)
- Ihmislapsia elämän saatossa, (1917年)
- Hurskas kurjuus, 『聖貧』(1919年)
- Rakas isänmaani, 『愛しの我が祖国』(1919年)
- Hiltu ja Ragnar, (1923年)
- Enkelten suojatit, (1923年)
- Omistani ja omilleni, (1924年)
- Maan tasalta, (1924年)
- Töllinmäki, (1925年)
- Rippi, (1928年)
- Kiitos hetkistä, Herra..., (1930年)
- Nuorena nukkunut,『若くして逝きし者』 (1931年)
- Miehen tie,『男の道』 (1932年)
- Virranpohjalta, (1933年)
- Ihmiset suviyössä, 『夏の夜の人々』(1934年)
- Viidestoista, (1936年)
- Elokuu, (1941年)
- Ihmiselon ihanuus ja kurjuus (1945年)

## 日本語訳
- しとやかなる天性 F.エミール・シッランパア 鶴田知也訳 ノーベル文学賞叢書、今日の問題社、1940
- 少女シリヤ　シッランパア　阿部知二訳、中央公論社、1940
- 若く逝きしもの シランパア 阿部訳 筑摩書房 1953
- 少女シリアの死 シランパー 大滝重直訳 偕成社 1963
- 聖貧 桑木務訳 ノーベル賞文学全集、主婦の友社、1971